# Segezha Group
ПАО «Сегежа Групп» (англ. Segezha Group PJSC) — вертикально интегрированный лесопромышленный холдинг в составе группы компаний АФК Система, торгующийся на Московской бирже (тикер SGZH). География активов охватывает 11 государств, основное производство находится в России.
Более 85 % потребностей компании в древесине обеспечиваются за счет собственных лесных ресурсов Segezha Group.

## История
29 сентября 2014 года ООО «ЛесИнвест», входящее в группу компаний АФК «Система», закрыло сделку по приобретению и консолидации 100 % акций ОАО «Сегежский ЦБК» и 100 % долей ООО «Деревообработка — Проект».
В мае 2015 года группа получила новое название — Segezha Group.
В августе 2015 Segezha Group вошла в пятёрку рейтинга ТОП-50 лесопромышленных компаний России по итогам 2014 года.
В феврале 2016 холдинг приобрёл Лесосибирский ЛДК№ 1 (Красноярский край) и расширила присутствие на территории России.
В июне 2016 года в ходе общественных слушаний обнародована совместная инициатива Segezha Group и WWF России по созданию Рейтинга экологической ответственности компаний лесной отрасли РФ.
10 ноября 2016 года Segezha Group стала постоянно действующим членом Ассоциации Европейских производителей мешочной бумаги и крафт-бумаги CEPI Eurokraft.
В феврале 2017 года в соответствии с решением Российско-Китайского делового совета лесопромышленный холдинг Segezha Group был принят в состав организации начал участвовать в работе РКДС по лесному направлению.
В мае 2017 года Segezha Group создала дивизион «Домостроение».
5 марта 2018 года совет директоров ООО «УК «Сегежа групп» принял решение о назначении Шамолина Михаила Валерьевича на должность президента, председателя правления компании.
11 июля 2018 года в Кирове запустили новое производство большеформатной фанеры.
21 августа 2018 года АО «Лесосибирский ЛДК № 1» впервые после десятилетнего перерыва возобновил отгрузку готовой продукции по воде.
20 декабря 2018 года в Лесосибирске начал работу новый цех по производству топливных гранул.
В феврале 2019 года проект Segezha Group «Модернизация АО «Сегежский ЦБК» был включён Минпромторгом в перечень приоритетных в области освоения лесов.
26 июля 2019 года в Сегеже (Республика Карелия) дан старт программе реконструкции Сегежского ЦБК.
В январе 2020 года прошла сделка по покупке предприятия «Карелиан Вуд Кампани» у Pin Arctic Oy.
26 февраля 2020 года АФК «Система» купила петербургский проектный институт ЗАО «Гипробум».
20 ноября 2020 года была запущена первая в России линия нанесения клея на упаковку цифровым способом.
25 февраля 2021 года запущено первое в России промышленное производство CLT-панелей.
8 марта 2021 года Segezha Group присоединилась к Глобальному договору ООН — UN Global Compact.
12 марта 2021 года подписано соглашение с WWF России о сохранении экологически ценных лесов в Архангельской области общей площадью около 600 000 га.
28 апреля 2021 года акции Segezha Group начали торговаться на Московской бирже.
26 августа 2021 года Segezha Group получила средний риск-рейтинг Sustainalytics.
15 сентября 2021 года лесопромышленный холдинг Segezha Group получил полный контроль над одним из крупнейших в России деревообрабатывающих активов — «Новоенисейским лесохимическим комплексом» (НЛХК).
В октябре 2021 года Segezha Group начала коммерческую деятельность в Сингапуре через собственное представительство SEGEZHA INTERNATIONAL PTE. LTD.
21 декабря 2021 года Segezha Group приобрела ООО «Интер Форест Рус» (24 лесопромышленных актива в Красноярском крае и Иркутской области).
24 декабря 2021 года Segezha Group открыла инновационный центр — новое структурное подразделение, которое займется созданием продуктов в области бумажной упаковки, фанеры и плит.
В 2023 году Segezha Group продала семь европейских заводов (в Дании, Нидерландах, Германии, Чехии, Турции, Румынии и Италии) по производству упаковки. Общая мощность проданных производств составляет около 700 млн бумажных мешков в год.
Из-за существенного долга банк ВТБ предложил для реструктуризации долга Segezha Group выкуп допэмиссий акций её кредиторами.

## Показатели
Показатели «Сегежа групп» по международным стандартам финансовой отчетности (МСФО) за 2023 год:
- выручка — 88,5 млрд рублей;
- чистая прибыль (убыток) — (15,9) млрд рублей;
- OIBDA — 9,3 млрд рублей.

По мнению аналитиков, «Сегежа групп» демонстрирует операционную убыточность, а её долги составляют 150 миллиардов рублей и в 8 раз превышают собственный капитал компании. 

## IPO
Segezha Group вышла на IPO 28 апреля 2021 года. Разместив на Московской бирже 31,4 % от ранее выпущенных акций — 3 750 000 000 штук, компания сумела привлечь 30 млрд руб. Тикер компании — SGZH. Акции компании оценили по 8 рублей за штуку, или 125,5 млрд руб. за 100 %. По словам генерального директора Segezha Group Михаила Шамолина, часть проектов не завершены и начнут давать прибыль только через несколько лет. Несмотря на подобный старт, в 2025 году акции стоили менее 2 рублей.

## SPO
В августе 2024 года Segezha Group объявила о планах по проведению дополнительной эмиссии акций (SPO), о чем объявил президент компании Александр Крещенко. Ранее ее планирование и проведение во время ПМЭФ-2024 отрицал основной акционер материнской АФК Система Владимир Евтушенков. На фоне заявления о дополнительной эмиссии акции компании на Московской бирже упали более чем на 9 %.